# Rejanellus venustus
Espèce
Synonymes
- Onocolus venustus Bryant, 1948

Rejanellus venustus est une espèce d'araignées aranéomorphes de la famille des Thomisidae.

## Distribution
Cette espèce est endémique d'Hispaniola.

## Description
Le mâle décrit par Lise en 2005 mesure 3,30 mm et la femelle 6,25 mm.

## Publication originale
- Bryant, 1948 : The spiders of Hispaniola. Bulletin of the Museum of Comparative Zoology, vol. 100, p. 331-459 (texte intégral).